# Norbert Nedela
Norbert Nedela (* 1951 im Kreis Hersfeld) ist ein pensionierter deutscher Polizeibeamter. Von 2003 bis 2010 war er hessischer Landespolizeipräsident.

## Leben
Nach dem Abitur trat Nedela 1970 beim Hessischen Landeskriminalamt (HLKA) als freier Bewerber in den Kriminaldienst des Landes Hessen ein. Im Jahre 1974 wurde er zum Kriminalkommissar und 1981 zum Kriminalrat ernannt. Während dieser sieben Jahre war er als Leiter verschiedener Ermittlungsgruppen und Sonderkommissionen sowie als Fachlehrer für Kriminalistik tätig.
Nach dem Abschluss der Polizei-Führungsakademie leitete er zunächst den Führungsstab für kriminalpolizeiliche Maßnahmen anlässlich der Errichtung der Startbahn 18 West, anschließend für drei Jahre eine Kriminalinspektion im Polizeipräsidium Wiesbaden.
Sodann wurde Nedela als stellvertretender Leiter der Abteilung Staatsschutz im Landeskriminalamt berufen. In den Jahren 1990 bis 1993 leitete Nedela die Polizeidirektion Limburg an der Lahn, bevor er stellvertretender Leiter der Kriminalpolizei Frankfurt am Main und ab September 1994 Stellvertreter des Direktors der Hessischen Kriminalpolizei im Innenministerium wurde. Ab Februar 2000 arbeitete Norbert Nedela wiederum in seiner früheren dienstlichen Heimat, dem Hessischen Landeskriminalamt – zuerst als Vizepräsident und ab September 2002 als Präsident.
Mit Wirkung vom 1. August 2003 ernannte der hessische Innenminister Volker Bouffier Norbert Nedela zum Landespolizeipräsidenten.
Wegen Differenzen in Fragen der Führung der hessischen Polizei (interne illegale Machenschaften, Mobbing, Intrigen und Verleumdungen) wurde Nedela vom hessischen Innenminister Boris Rhein am 2. November 2010 in den einstweiligen Ruhestand versetzt. Gemäß § 30 Abs. I Beamtenstatusgesetz in Verbindung mit § 57 Nr. 5 HBG können politische Beamte jederzeit in den einstweiligen Ruhestand versetzt werden. Als neuer Landespolizeipräsident wurde der bisherige Inspekteur der hessischen Polizei, Udo Münch, ernannt.
Es wird auch unter Kritikern anerkannt, dass sich Nedela um die Entwicklung der hessischen Polizei verdient machte. Unter seiner Leitung entstand bei der Polizei Hessen mit rund 14.000 Bildschirmarbeitsplätzen ein großes Microsoft-Netzwerk, damit einher entwickelten sich eine Vielzahl von zeitgemäßen Software-Anwendungen und Auskunftssystemen. Unter seiner Führung kam es zu einem Rückgang der Straftaten im Landes Hessen von 431.460 Straftaten im Jahre 2002 auf 407.022 erfasste Fälle im Jahr 2009 bei gleichzeitiger Steigerung der Aufklärungsquote von 48,2 % auf 57,8 %.